# Ramón Medina Bello
Ramón Medina Bello (* 29. duben 1966, Gualeguay, Entre Ríos) je bývalý argentinský fotbalista.

## Reprezentace
Ramón Medina Bello odehrál 17 reprezentačních utkání. S argentinskou reprezentací se zúčastnil Mistrovství světa 1994.

## Statistiky
| Argentina | Argentina | Argentina |
| Roky      | Záp.      | Góly      |
| --------- | --------- | --------- |
| 1991      | 4         | 0         |
| 1992      | 2         | 1         |
| 1993      | 8         | 4         |
| 1994      | 3         | 0         |
| Celkem    | 17        | 4         |